# Bildstock Antoniusweg

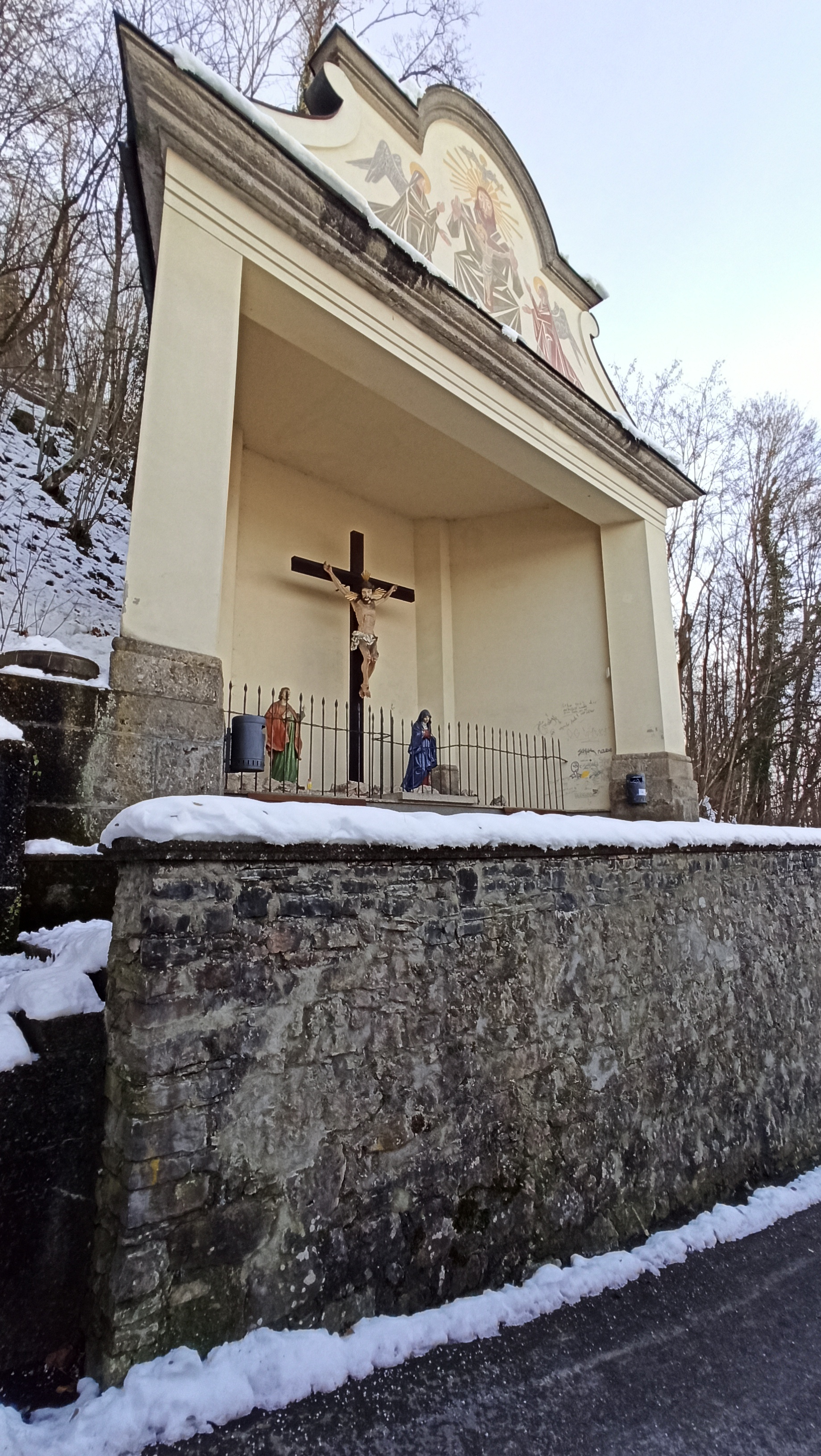
Der Bildstock am Antoniusweg in Hallein

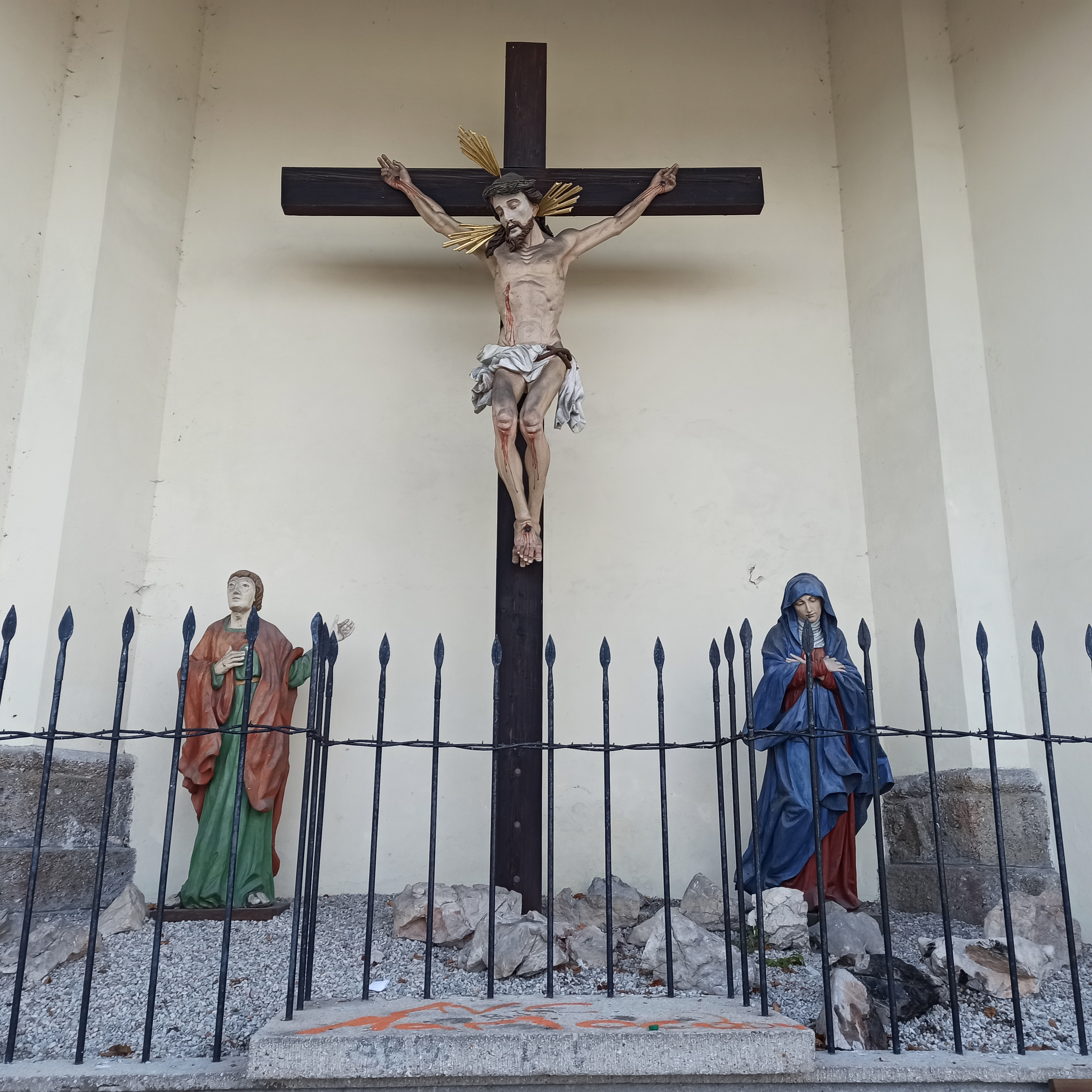
Kruzifix mit Johannes und Maria

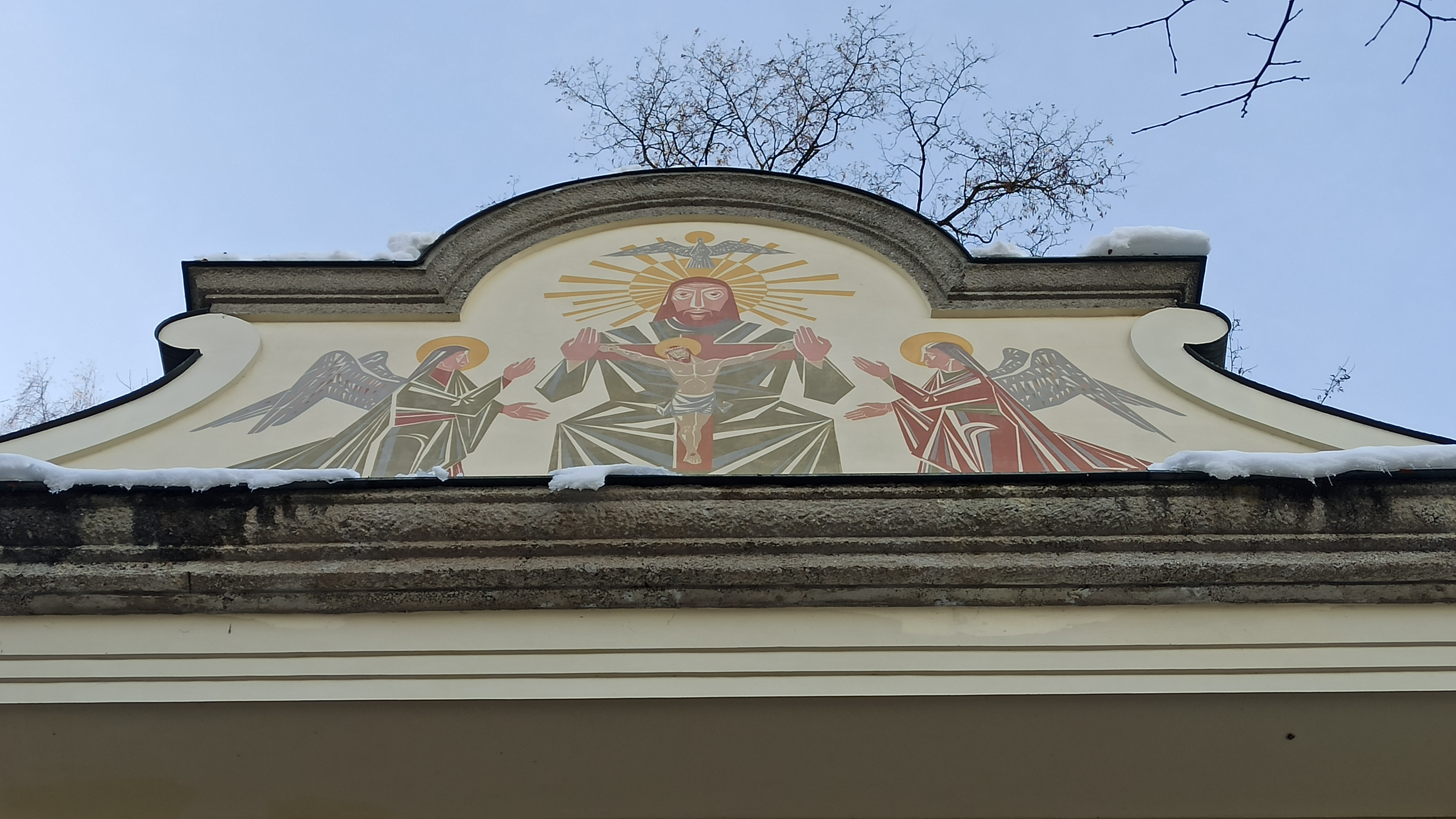
Malerei im Giebelfeld

Der monumentale Bildstock steht am Antoniusweg in einem steilen Hang weithin sichtbar über der Stadtgemeinde Hallein im Bezirk Hallein im Land Salzburg.

## Lage
Der Bildstock steht an der alten Straße nach Dürrnberg, die steile Straße beginnt im Talgrund bei der Pfarrkirche Hallein und endet bei der Pfarr- und Wallfahrtskirche Dürrnberg.

## Geschichte
Am 22. März 1943 entstand im ehemaligen Augustinerkloster Hallein ein Brand, welcher auf die Klosterkirche übergriff und mit Funkenflug auch die Pfarrkirche und den Bildstock erfasste und schwer beschädigte. Für Funkenflug spricht, dass das Augustinerkloster, das Turmdach der Pfarrkirche und der Bildstock sich annähernd in einer Linie und Höhe befinden. Der Bildstock wurde 1966 wiederhergestellt.

## Beschreibung
Der monumentale barocke Bildstock zeigt im barock geschwungenen Giebelfeld die Malerei Gnadenstuhl zwischen zwei Engeln gemalt von Arthur Sühs 1966. Die ehemalige Einrichtung des Bildstockes beinhaltete drei Kreuze mit Jesus von Nazaret und den beiden Schächern und die Statuen der Heiligen Maria und Johannes. Nun zeigt der Bildstock nach der Restaurierung nur ein Kreuz mit Jesus und die Statue Maria aus dem 18. Jahrhundert. Die Figur Johannes schuf der Bildhauer Franz Budig 1966. Mittig springt das Geländer zurück und gibt so Platz für einen Altartisch.